# Michael D'Arcy
Michael D'Arcy, né le 7 mars 1934 à Wexford où il meurt le 1er mai 2024, est un homme politique irlandais du Fine Gael. Il est député pour la circonscription de Wexford.

## Biographie
La carrière politique de D'Arcy commence en 1958, lorsque son père Timothy meurt et que Michael est coopté à son siège au conseil de comté, qu'il occupe pendant quinze ans. Il est élu pour la première fois au Dáil Éireann lors des élections générales de 1977 et conserve son siège jusqu'aux élections générales de 1987, lorsqu'il perd face à Brendan Howlin du Parti travailliste. Il est réélu aux élections générales de 1989, aux dépens de sa collègue du parti Avril Doyle, mais elle regagne son siège aux élections générales de 1992. D'Arcy est ensuite élu au 20e Seanad au sein du Panel agricole.
Aux élections générales de 1997, il est réélu au 28e Dáil, battant à nouveau Avril Doyle. Il perd de nouveau son siège aux élections générales de 2002, cette fois face au candidat indépendant Liam Twomey, qui rejoint ensuite le Fine Gael.
En 1981, dans le premier gouvernement de Garret FitzGerald, D'Arcy est nommé ministre d'État à l'Agriculture. Dans le deuxième gouvernement de FitzGerald en 1982, il est nommé ministre d'État au ministère des Pêches et des Forêts et au ministère du Gaeltacht. Il quitte le gouvernement en février 1986.
En 1999, il est élu au conseil municipal de Gorey ; il est réélu aux élections locales de 2004 et prend sa retraite en 2009.
D'Arcy est marié à Marie et leur fils Michael W. D'Arcy est un ancien député et sénateur.